# 山口市立白石小学校
山口市立白石小学校（やまぐちしりつ しらいししょうがっこう,英語: Yamaguchi City Shiraishi Elementary School）は、山口県山口市白石にある公立小学校。

## 概要
全国8番目の小学校として開校。旧国道9号線が校区の中央を南北に走り、東側に商店街、西側に学校、官公庁、住宅地がある。址鴻ノ峰と亀山公園が近くにある。26学級、児童数686名（2017年度時点）。

## 校訓
- 意思・克己・忍耐

## 教育目標・理念
- 「夢に向かって、一人ひとりが輝く白石小児童の育成 ～日本一笑顔の多い学校！～」を掲げている。

## 遍歴
出典

### 沿革
- 1872年（明治5年）11月8日 - 山口第一小学創立（今道の旧藩邸。「山口客館」を充当、全国8番目。現:山口地方裁判所）。
- 1873年（明治6年）7月 - 第一番今道小学校と改称。
- 1876年（明治9年） - 今市に校舎新築移転（現:林業会館）。
- 1886年（明治19年） - 校内に幼稚科附設
- 1887年（明治20年）1月 - 今道尋常小学校と改称。（尋常・高等科各4年。現卒業証書番号はこの年より累加）
- 1888年（明治21年）1月1日 - 今道夜間学校附設。
- 1892年（明治25年）9月 - 今道尋常高等小学校と改称。
- 1916年（大正5年）5月18日 - 山口実業補修学校を開設。
- 1922年（大正11年）11月8日 - 開校50周年式典挙行。グランドピアノ購入。
- 1928年（昭和3年）11月1日 - 山口第一尋常高等小学校と改称。
- 1929年（昭和4年）4月1日 - 今市より東白石に校舎新築移転（現在地）。
- 1930年（昭和5年）4月2日 - 山口市白石尋常高等小学校と改称。
- 1931年（昭和6年）4月 - 山口女子専修学校附設。
- 1932年（昭和7年）8月6日 - 創立60周年式典挙行。プール新設。
- 1935年（昭和10年）7月1日 - 白石青年学校附設。
- 1941年（昭和16年）4月1日 - 国民学校令により、山口市白石国民学校と改称。
- 1947年（昭和22年）4月1日 - 学制改革により、山口市立白石小学校と改称。
- 1949年（昭和24年）
  - 4月1日 - 特殊学級を設置。
  - 7月1日 - 火災により、第一校舎の講堂が消失。
- 1950年（昭和25年）12月1日 - 本館落成式挙行。
- 1951年（昭和26年）2月15日 - 完全給食を開始。
- 1952年（昭和27年）
  - 9月6日 - 市民館兼用階段式講堂落成式挙行。
  - 11月8日 - 開校80周年式典挙行。ピアノを購入。校旗、校歌制定。
- 1957年（昭和32年）12月20日 - 給食室改造落成。
- 1962年（昭和37年）12月1日 - 創立90周年式典挙行。
- 1968年（昭和43年）
  - 2月1日 - 児童標準服制定。
  - 9月12日 - ことばの教室開設。
- 1972年（昭和47年）
  - 10月9日 - 白石小学校同窓会再結成。
  - 12月2日 - 開校100周年式典挙行。記念碑建立。
- 1973年（昭和48年）10月15日 - 白石小学校百年史完成。
- 1979年（昭和54年）3月16日 - 鉄筋校舎第1期分落成（北校舎）。
- 1981年（昭和56年）2月25日 - 鉄筋校舎第2期分落成（音楽、ことばの教室棟）。
- 1982年（昭和57年）2月26日 - 体育館完成。
- 1981年（昭和61年）3月17日 - 新校舎完成。
- 1989年（平成元年）3月27日 - 給食室完成。
- 1992年（平成4年）11月8日 - 開校120周年記念式挙行。
- 1995年（平成7年）
  - 6月1日 - 講堂のピアノを購入し、「ピアノ開き」。
  - 6月9日 - 青空広場に防球ネット取り付け。
- 1997年（平成9年）
  - 2月21日 - パソコン6台設置。
  - 10月2日 - 白石学校給食共同調理場増改築。
- 1998年（平成10年）8月31日 - 体育館照明施設改修。
- 2002年（平成14年）
  - 2月18日 - 体育館ステージ増築。
  - 7月14日 - 『さよなら、ありがとう』お別れ講堂記念イベント開催。
- 2003年（平成15年）
  - 3月25日 - 新プール完成。
  - 12月27日 - 新校舎へ引越し。
- 2004年（平成16年）
  - 3月17日 - 大いちょう橋渡り初め。
  - 3月23日 - 校舎増改築記念式典挙行。
- 2005年（平成17年）3月18日 - あいさつ橋渡り初め。
- 2006年（平成18年）3月10日 - 非常通報設備設置。
- 2007年（平成19年）6月16日 - 4学年以上の普通教室に扇風機設置。
- 2008年（平成20年）6月4日 - AED設置。
- 2009年（平成21年）
  - 3月26日 - 校地内に「なかよし学級」を併設。
  - 11月4日 - 図書管理のバーコード化。
- 2012年（平成24年）
  - 3月19日 - やまぐちエコリーダースクールとして認定。
  - 4月21日 - 開校140周年記念事業「南極基地講演会」開催。
- 2014年（平成26年）10月23日 - タブレット端末導入。
- 2019年（令和元年）5月7日 - 白石小キャラクター「大いちょうくん」プロジェクトスタート。

### 受賞歴
- 1959年（昭和34年）11月26日 - 文部大臣表彰（給食教育）。
- 1982年（昭和57年）11月30日 - 文部大臣表彰（指定統計）。
- 1984年（昭和59年）11月15日 - 県美展優秀賞（工作・彫刻・工芸）受賞。
- 1987年（昭和62年）10月30日 - 花いっぱい運動優秀賞受賞（県・市）。
- 1988年（昭和63年）11月2日 - 県花いっぱい運動教育長賞受賞。
- 1989年（平成元年）
  - 6月8日 - 市健康優良校受賞。
  - 11月8日  - 県花いっぱい運動知事賞受賞。
- 1990年（平成2年）10月30日 - 県花いっぱい運動教育長賞受賞。
- 1991年（平成3年）1月24日 - 学校環境衛生準優良校受賞。
- 1993年（平成5年）11月14日 - 県合唱コンクール金賞受賞。
- 1995年（平成7年）10月6日 - 県花いっぱい運動モデル団体市優良校受賞。
- 1996年（平成8年）
  - 10月12日 - 花いっぱい運動モデル団体市優良校受賞。
  - 11月7日 - 県学校合唱コンクール金賞受賞。
- 1997年（平成9年）
  - 8月21日 - NHK全国学校音楽コンクール県大会銀賞。
  - 10月12日 - 県花いっぱい運動モデル団体優良校。
  - 11月7日 - 県合唱コンクール合唱の部金賞。
- 1998年（平成10年）8月26日 - NHK全国学校音楽コンクール銅賞。
- 1999年（平成11年）
  - 10月23日 - 花壇コンクール優秀賞。
  - 11月21日 - 合唱コンクール合唱の部、重唱の部にて金賞。
- 2000年（平成12年）
  - 1月21日 - PTA広報紙コンクール会長賞・写真賞。
  - 8月9日 - NHK全国学校音楽コンクール　銅賞。
  - 11月19日 - 山口県学校合唱コンクール・自由の部、金賞・重唱の部、金賞受賞。
- 2001年（平成13年）8月7日 - NHK全国学校音楽コンクール銅賞。
- 2005年（平成17年）1月13日 - 県学校環境衛生優良賞受賞。
- 2014年（平成26年）
  - 4月23日 - 読書活動優秀実践校文部科学大臣賞。
  - 11月26日 - 第1回全国小学校ラジオ体操コンクール金賞。
- 2015年（平成27年）
  - 8月2日 - ラジオ体操山口県表彰受賞。
  - 10月30日 - 第2回全国小学校ラジオ体操コンクール金賞。
- 2016年（平成28年）10月31日 - 第3回全国小学校ラジオ体操コンクール敢闘賞。

## 通学区域と進学先中学校
出典

### 通学区域
- 中市、相物小路（大殿小学校の通学区域を除く）、御局小路、今小路、新天街、新丁、東惣太夫（大殿小学校の通学区域を除く）、西惣太夫、天神通、今市、今道・大附、サーパス黄金町、もみじマンション黄金町、ツインタワー黄金町、米屋町、新町、上中道場門前、下道場門前、中河原、ブロードシティ山口中央、早間田、新道、西門前・新橋、荒高、ヴィラージュ山口、田町、サーパス旭通り、龍王、鰐石、東白石、西白石、アドバンス21ヴェルテ白石、東糸米、西糸米、上清水、中清水、下清水、中讃井、中園市営住宅団地、長山、アドバンス21山口駅通り、リュシオル中市

### 進学先中学校
公立中学校に進む場合
- 山口市立白石中学校

## 交通アクセス
- 防長交通[4]・中国JRバス[5]・山口市コミュニティバス[6] で、「中国電力・yab前」バス停か「商工会館前」バス停から徒歩。
- JR西日本山口線山口駅から、
  - 徒歩約1.4km・約21分。
  - 上述の山口市コミュニティバスに乗車し3分、「中国電力・yab前」バス停下車後、徒歩。
  - 上述の中国JRバス防長線に乗車し9分（美術館前・山口県庁前通過便は4分）、「中国電力・yab前」バス停下車後、徒歩。
  - 上述の防長交通バス「751」系統・「752」系統に乗車し17分、「中国電力・yab前」バス停下車後、徒歩。

## 学校周辺
山口市中心部に位置する。
- 五十鈴川
- 山口大学教育学部附属山口中学校 - 山口市道をはさんで敷地が隣接。
- 山口県道21号山口防府線
- 山口市立白石中学校 - 五十鈴川・県道21号をはさんで敷地が隣接。
- 学校法人山口中央幼稚園認定こども園山口中央幼稚園 - 進学前幼稚園のひとつ。
- 山口市消防本部
- 山口市役所
- 山口市民会館
- 山口中央郵便局
- 亀山公園
- 学校法人信望愛学園山口天使幼稚園 - 進学前幼稚園のひとつ。
- 山口県立美術館
- 山口県道203号厳島早間田線
- 山口県道204号宮野大歳線
- 中国電力山口支社
- 山口朝日放送